# Juraj Križanić
Juraj Križanić (ur. ok. 1618, zm. 12 września 1683) – chorwacki szlachcic, kapłan katolicki, misjonarz, uważany za prekursora panslawizmu.

## Życiorys
Urodził się w rodzinie drobnoszlacheckiej. W wieku około 15 lat zaczął przygotowywać się do wstąpienia w stan duchowny. Ukończył gimnazjum w Zagrzebiu, studiował w Wiedniu, Bolonii i Rzymie. Następnie pracował w Papieskiej Świętej Kongregacji Kościoła Katolickiego do spraw Rozkrzewiania Wiary.
W 1647 roku przybył do Moskwy, gdzie promował idee unii religijnej, co zostało jednak odebrane jako promocja konwertyzmu. Wrócił do Rosji w 1659 roku, tym razem promując ideę zjednoczenia Słowian pod berłem carskim.  
W 1661 roku został zesłany do Tobolska, gdzie spędził kilkanaście lat. W tym czasie napisał kilka prac z dziedziny lingwistyki i teorii polityki. Największym jego dziełem pozostaje Grammaticzno iskazanije ob ruskom języku, w którym wyłożył gramatykę opracowanego przez siebie języka ogólnosłowiańskiego. Za jego pomocą napisał Rozmowy o rządzie (znane także jako Politika), gdzie propagował królewski absolutyzm oraz koncepcję unii wszechsłowiańskiej pod przywództwem cara Moskwy. 
Powrócił z zesłania w 1676 roku, odnajdując schronienie u wileńskich dominikanów. Następnie wziął udział w wyprawie Jana III Sobieskiego i zginął podczas niej w bitwie wiedeńskiej.

## W pamięci zbiorowej
Idee polityczne Križanicia nie miały większego wpływu na rzeczywistość. Fragmenty jego Rozmów o rządzie zostały opublikowane w połowie XIX wieku, a dopiero sto lat później ukazało się ono w całości.
W 250. rocznicę jego śmierci Stowarzyszenie Młodych Słowian wmurowało poświęconą mu tablicę pamiątkową w ścianę warszawskiego kościoła kapucynów pw. Przemienienia Pańskiego przy ulicy Miodowej.